# Simone Peach
Simone Peach (Praga, 10 de noviembre de 1983) es una actriz pornográfica de nacionalidad checa. Es conocida también con los pseudónimos de Simona Style, Simona D, Simmone Dee, Anita Paycheck, Mandy Saxo, Simmone Style, Simony Style, Simonne Style, Yvonne Peach, Yessica, Simona Galas, Simone Style, Simona, Yessyca, Jessica, Jessica D, Jessy, Mandy, Mandy Jaxo y Hailey Hardcore. Comenzó a trabajar en la industria a los 20 años de edad. Protagoniza el sitio web Leegy Simone, dedicado al fetichismo de pies. Interpreta la silueta del personaje Mai Shiranui del videojuego The King of Fighters.

## Filmografía
- 2005: Robinson Crusoe on Sin Island
- 2006: Mystery Island
- 2007: Analizator 2
- 2008: Bangin' White Ass
- 2009: Big Ass White Girls
- 2010: Madame de Bonplaisir
- 2011: DP Darlings
- 2012: Anal Artists
- 2013: Anal Mom 2
- 2014: Mother Suckers 3
- 2015: Big Intruder in my Asshole